# New Team Noci
La New Team Noci è una società di calcio a 5 femminile con sede a Noci in provincia di Bari. Dal 2019-20 disputerà il campionato di Serie A.

## Storia
L’Associazione Sportiva Dilettantistica New Team Noci nasce nel 2009 da un’iniziativa dei fratelli Piero e Mino Roberto. 
Fa il suo debutto nella stagione 2009/2010, nel campionato regionale di calcio a 5 della Lega Nazionale Dilettanti FIGC Puglia. Per quattro stagioni consecutive, la squadra biancoblu ha militato in questo campionato e, nella stagione 2012/2013, la squadra dei fratelli Roberto si è classificata seconda nella Coppa Puglia e ha vinto la Supercoppa Puglia di calcio a 5 femminile. Nella stagione sportiva 2014/15, con la vittoria del campionato è arrivata anche la meritata promozione in serie A.
Nella stagione successiva 2015/2016, la New Team ha fatto il suo esordio nel campionato nazionale di calcio a cinque femminile, organizzato dalla Divisione Calcio a Cinque. Tra le undici squadre partecipanti, dislocate per lo più nel Sud Italia, le biancoblu si sono piazzate ottave con 20 punti in classifica, aggiudicandosi anche la Coppa Disciplina del girone C. Un riconoscimento che mette in risalto valori etici e morali dello sport e un esempio per tutta la comunità nocese.
Nella stagione 2016/2017 e 2017/2018, la New Team Noci ha confermato la sua partecipazione al campionato nazionale di calcio a 5 femminile, guidata da una ex bandiera del futsal femminile, Mina D’Ippolito.
Nella stagione in corso la dirigenza nocese, dopo le dimissioni di Mina D’Ippolito, affida l’incarico della prima squadra a Massimo Monopoli. Il neo tecnico, nativo di Putignano, vanta esperienze nel panorama nazionale del futsal maschile e femminile. Dopo l’esperienza con lo Sport Five Putignano dal 2008 al 2011, mister Monopoli si affaccia al mondo del futsal femminile guidando prima l’Ita Salandra, nella stagione 2014 - 2015, e poi lo Stone Five Fasano nella massima serie italiana.
Nel campionato 2018/2019, la squadra si rende protagonista nel girone B conquistando il primo posto e regalandosi la promozione nella massima serie del campionato nazionale di futsal femminile.

## Colori e simboli

### Colori
All'atto di fondazione della squadra vengono scelti come colori sociali il bianco e il blu. Nell'agosto del 2019, in occasione del decennale della fondazione e per la prima partecipazione nella massima serie, il presidente annuncia l'adozione dei colori bianco-verde per affinità al gonfalone cittadino; contestualmente verrà reso pubblico il nuovo stemma.

### Stemma
Il primo stemma della squadra si rifà a quello dell'omonima squadra di calcio nella quale giocano i protagonisti del manga Capitan Tsubasa modificandone i colori in bianco e blu.
Nell'agosto 2019 viene reso noto il nuovo stemma: la scelta di rinnovare graficamente l’immagine identitaria della società nasce dal desiderio di legare, ancora di più, la squadra alla città di Noci. La vecchia N biancoblu è stata sostituita da una N stilizzata e con i colori biancoverdi e la sagoma di un pallone sullo sfondo. In basso è riportato l'anno di fondazione.